# توماس دریک
توماس اندروز دریک (به انگلیسی: Thomas Andrews Drake) افشاگر کنونی و مقام اجرایی سابق آژانس امنیت ملی ایالات متحده آمریکا است. وی دارنده نشان‌هایی از نیروی هوافضا و نیروی دریایی آمریکا به عنوان سرباز برگزیده است.

## زندگی‌نامه
پدر وی در جنگ جهانی دوم سرباز بوده است. توماس در سال ۱۹۷۹ وارد نیروی هوایی آمریکا شد. وی در سال ۱۹۸۹ به عنوان پیمانکار با آژانس امنیت ملی ایالات متحده آمریکا در زمینه تولید نرم‌افزار همکاری داشته است. توماس تجربه همکاری با نیروی دریایی آمریکا در زمینه تحلیل اطلاعات نظامی و همچنین سیا را در کارنامه حرفه‌ای خود دارد.
وی در سال ۲۰۰۰ به عنوان مدیر کیفیت سیستم‌های نرم‌افزاری و مشاور تکنولوژی اطلاعات در پروژه‌های آمریکا در کلمبیا، مریلند مشارکت داشته است.
وی در سال ۲۰۰۷ تحت فشارهایی مجبور به ترک دانشگاه ملی دفاع شد. وی سال بعد از آژانس امنیت ملی ایالات متحده آمریکا استعفاء داد. در سال ۲۰۱۰ دولت آمریکا توماس را به افشای اسناد متهم کرد.
وی عقیده دارد که بعد از ۱۱ سپتامبر دولت آمریکا قانون اساسی را زیر پا گذاشته است و این قانون شکنی را در خفای کامل انجام داده است. توماس معتقد است جرج دبلیو بوش در اوایل اکتبر ۲۰۰۱ طی حکمی به سازمان امنیت آمریکا اجازه داد که با ایالات متحده هم برخورد امنیتی و جاسوسی مثل یک کشور خارجی داشته باشد.

## تعقیب توسط اف‌بی‌آی
در نوامبر ۲۰۰۷، منزل توماس دریک مورد حمله اف‌بی‌آی قرار گرفت. کامپیوتر، اسناد و کتاب‌های وی مصادره شد.

## دریافت جایزه
وی در سال ۲۰۱۱ جایزه ریدنهور و جایزه سام آدامز را به سبب تلاش‌هایش در دفاع از حقوق شهروندی دریافت کرد.